# Косьцежина (гміна)
Гміна Косьцежина (пол. Gmina Kościerzyna) — сільська гміна у північній Польщі. Належить до Косьцерського повіту Поморського воєводства.
Станом на 31 грудня 2011 у гміні проживало 15036 осіб.

## Територія
Згідно з даними за 2007 рік площа гміни становила 310.15 км², у тому числі:
- орні землі: 38.00%
- ліси: 46.00%

Таким чином, площа гміни становить 26.60% площі повіту.

## Населення
Станом на 31 грудня 2011:
| Опис     | Загалом | Загалом | Чоловіки | Чоловіки | Жінки | Жінки |
| -------- | ------- | ------- | -------- | -------- | ----- | ----- |
| одиниця  | осіб    | %       | осіб     | %        | осіб  | %     |
| все      | 15036   | 100     | 7634     | 50.77    | 7402  | 49.23 |
| міське   | 0       | 100     | 0        |          | 0     |       |
| сільське | 15036   | 100     | 7634     | 50.77    | 7402  | 49.23 |

## Сусідні гміни
Гміна Косьцежина межує з такими гмінами: Дземяни, Карсін, Косьцежина, Лінево, Ліпуш, Нова Карчма, Сомоніно, Стара Кішева, Стенжиця, Суленчино.